# Bothrophthalmus
Bothrophthalmus är ett släkte ormar som tillhör familjen Lamprophiidae.
Vuxna exemplar är med en längd omkring 75 cm små ormar. De förekommer i centrala och västra Afrika. Individerna vistas främst i fuktiga bergsskogar. Honor lägger ägg.
Arter enligt The Reptile Database:
- Bothrophthalmus brunneus
- Bothrophthalmus lineatus